# مسجد غنبد أزادان
مسجد غنبد أزادان (بالفارسية: مسجد گنبد آزادان) هو مسجد تاريخي يعود إلى عصر الدولة الإلخانية، ويقع في أصفهان.